# さち子プロ
さち子プロ（さちこプロ、株式会社さち子プロ）は、かつて存在した日本の芸能事務所である。

## 概要
1967年(昭和42年)9月、演劇興業の企画、制作などのほか芸能プロダクション業を主な目的として設立。老舗の中堅芸能プロダクションで、実績のあるベテラン俳優・女優が多数所属していた。社名は社長である小川幸子の名前から取られている。
2016年3月5日、会社事務所を閉鎖。2016年5月18日に東京地方裁判所より破産手続き開始宣告を受け、2017年6月13日に法人格が消滅した。

## 過去の所属タレント
※印は故人
- 芦屋小雁※
- 綾川志剛
- 井上碧 （「アルゴミュージカル」出身）
- 荻島眞一※
- 加藤正之[3]※
- 金田龍之介 ※
- 金田祐三
- 京唄子 ※
- 久保菜穂子
- 國行しげ美
- 倉石一旺
- 五大桃華
- 小柳こずえ（現：西辻こずえ）
- 佐々木一哲
- 沢田雅美
- 志賀眞津子
- 芹川洋 ※
- 髙田次郎
- 高田裕子
- 高田賢一
- 土田早苗
- 永井柳太郎 ※
- 成川哲夫 ※
- 羽田圭子
- 花ノ本寿
- 松あきら
- 満田伸明
- 三林京子
- 安村和之 （「★☆北区つかこうへい劇団」出身）
- 山岡久乃※
- 大和なでしこ
- 山本みどり
- 吉野悦世
- 阿部裕見子
- 浅井ひとみ
- 東千晃
- 草見潤平
- 草笛雅子
- 佐藤輝
- 正司照枝
- 正司花江
- 高田美和
- 二木てるみ
- 野川由美子
- 花柳寿楽
- 花柳典幸
- 藤井敏夫
- 森本とみやす
- 山口崇